# Équateur aux Jeux olympiques d'été de 2016
L'Équateur participe aux Jeux olympiques d'été de 2016 à Rio de Janeiro au Brésil du 5 au 21 août 2016. Il s'agit de sa 14e participation à des Jeux d'été.

## Athlétisme

### Homme

#### Course
| Athlètes             | Compétitions | Série | Série | Demi-Finales | Demi-Finales | Finale          | Finale |
| Athlètes             | Compétitions | Temps | Rang  | Temps        | Rang         | Temps           | Rang   |
| -------------------- | ------------ | ----- | ----- | ------------ | ------------ | --------------- | ------ |
| Bayron Piedra        | Marathon     | NC    | NC    | NC           | NC           | 2 h 14 min 12 s | 18e    |
| Miguel Angel Almachi | Marathon     | NC    | NC    | NC           | NC           | 2 h 23 min 00 s | 85e    |
| Segundo Jami         | Marathon     | NC    | NC    | NC           | NC           | 2 h 31 min 07 s | 124e   |
| Daniel Pintado       | 20 km marche | NC    | NC    | NC           | NC           | 1 h 23 min 44 s | 37e    |
| Andrés Chocho        | 20 km marche | NC    | NC    | NC           | NC           | DSQ             | /      |
| Mauricio Arteaga     | 20 km marche | NC    | NC    | NC           | NC           | DSQ             | /      |
| Rolando Saquipay     | 50 km marche | NC    | NC    | NC           | NC           | 4 h 07 min 29 s | 34e    |
| Claudio Villanueva   | 50 km marche | NC    | NC    | NC           | NC           | 4 h 19 min 33 s | 45e    |
| Andrés Chocho        | 50 km marche | NC    | NC    | NC           | NC           | DSQ             | /      |

### Femmes

#### Course
| Athlètes          | Compétitions | Série   | Série | Demi-Finales | Demi-Finales | Finale          | Finale   |
| Athlètes          | Compétitions | Temps   | Rang  | Temps        | Rang         | Temps           | Rang     |
| ----------------- | ------------ | ------- | ----- | ------------ | ------------ | --------------- | -------- |
| Ángela Tenorio    | 100 mètres   | 11 s 35 | 3e    | 11 s 14      | 5e           | Éliminée        | Éliminée |
| Narcisa Landazuri | 100 mètres   | 11 s 38 | 4e    | 11 s 27      | 6e           | Éliminée        | Éliminée |
| Ángela Tenorio    | 200 mètres   | 22 s 94 | 4e    | 22 s 99      | 7e           | Éliminée        | Éliminée |
| Silvia Paredes    | Marathon     | NC      | NC    | NC           | NC           | 2 h 48 min 01 s | 95e      |
| Maria Elena Calle | Marathon     | NC      | NC    | NC           | NC           | 2 h 48 min 39 s | 99e      |
| Rosa Chacha       | Marathon     | NC      | NC    | NC           | NC           | 2 h 48 min 52 s | 100e     |
| Paolo Perez       | 20 km marche | NC      | NC    | NC           | NC           | 1 h 33 min 53 s | 24e      |
| Magali Bonilla    | 20 km marche | NC      | NC    | NC           | NC           | 1 h 34 min 54 s | 27e      |
| Maritza Guaman    | 20 km marche | NC      | NC    | NC           | NC           | 1 h 35 min 56 s | 36e      |

## Aviron
Légende: FA = finale A (médaille) ; FB = finale B (pas de médaille) ; FC = finale C (pas de médaille) ; FD = finale D (pas de médaille) ; FE = finale E (pas de médaille) ; FF = finale F (pas de médaille) ; SA/B = demi-finales A/B ; SC/D = demi-finales C/D ; SE/F = demi-finales E/F ; QF = quarts de finale; R= repêchage
| Athlète             | Compétition  | Séries        | Séries | Repêchage     | Repêchage | Quarts de finale | Quarts de finale | Demi-finales  | Demi-finales | Finale        | Finale |
| Athlète             | Compétition  | Temps         | Rang   | Temps         | Rang      | Temps            | Rang             | Temps         | Rang         | Temps         | Rang   |
| ------------------- | ------------ | ------------- | ------ | ------------- | --------- | ---------------- | ---------------- | ------------- | ------------ | ------------- | ------ |
| Bryan Solá Zambrano | Skiff hommes | 7 min 48 s 77 | 5 R    | 7 min 28 s 30 | 4 SE/F    | exempt           | exempt           | 7 min 52 s 86 | 3 FE         | 7 min 53 s 54 | 28     |

## Cyclisme

### Cyclisme sur route
| Athlète     | Compétition            | Temps       | Rang |
| ----------- | ---------------------- | ----------- | ---- |
| Byron Guamá | Course en ligne hommes | non terminé | NC   |

### BMX
| Athlète      | Compétition | Qualifications | Qualifications | Quarts de finale | Quarts de finale | Demi-finales | Demi-finales | Finale   | Finale |
| Athlète      | Compétition | Résultat       | Rang           | Résultat         | Rang             | Résultat     | Rang         | Résultat | Rang   |
| ------------ | ----------- | -------------- | -------------- | ---------------- | ---------------- | ------------ | ------------ | -------- | ------ |
| Emilio Falla | BMX hommes  |                |                |                  |                  |              |              |          |        |